# Замок Газіантеп
37°03′59″ пн. ш. 37°23′00″ сх. д. / 37.0664° пн. ш. 37.3833° сх. д.
Замок Ґазіантеп — замок, вперше побудований Хетською імперією як оглядовий пункт на вершині пагорба в центрі Ґазіантепу, Туреччина .

## Історія
Пізніше Римська імперія перебудувала його як головний замок у 2-му та 3-му століттях нашої ери . Він зазнав подальшого розширення та реконструкції за імператора Юстиніана I між 527 і 565 роками нашої ери. Окружність замку круглої форми становить 1 200 метрів (3 900 фут) . Стіни побудовані з каменю, а замок має 12 веж.
Замок неодноразово реконструювався і прийняв остаточну форму у 2000 році. До землетрусу 6 лютого 2023 року замок використовувався як Панорамний музей оборони та героїзму Газіантепа, і періодично показує документальний фільм про захист міста від французьких військ після падіння Османської імперії .
Замок був серйозно пошкоджений і впав під час турецько-сирійського землетрусу 2023 року . Повідомляється, що бастіони зруйнувалися, а уламки розкидані по дорозі. Залізні поручні навколо замку були на навколишніх тротуарах, а підпірна стіна біля замку також обвалилася.